# Basilika St-Tugdual

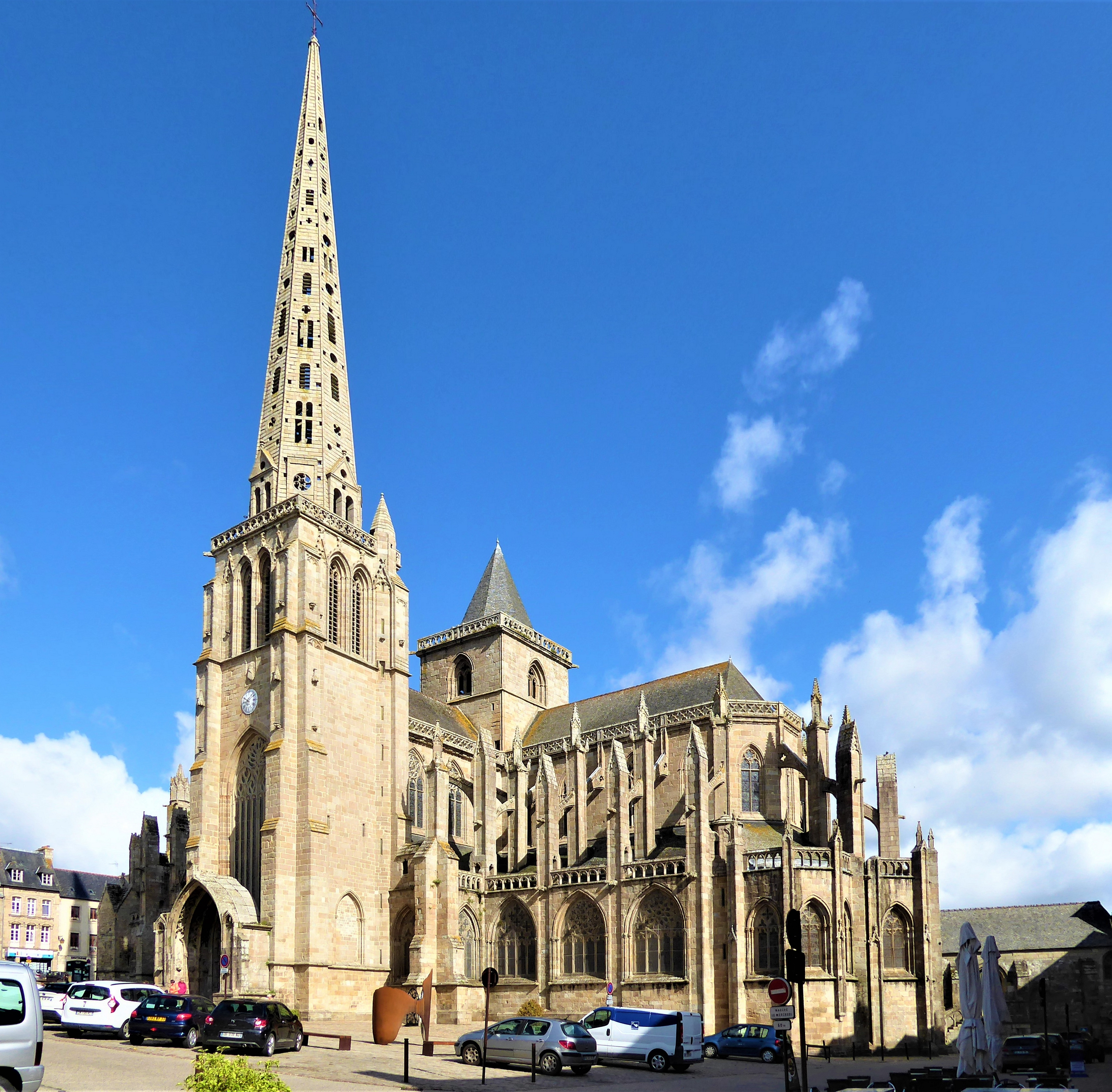
Basilika St. Tugdual

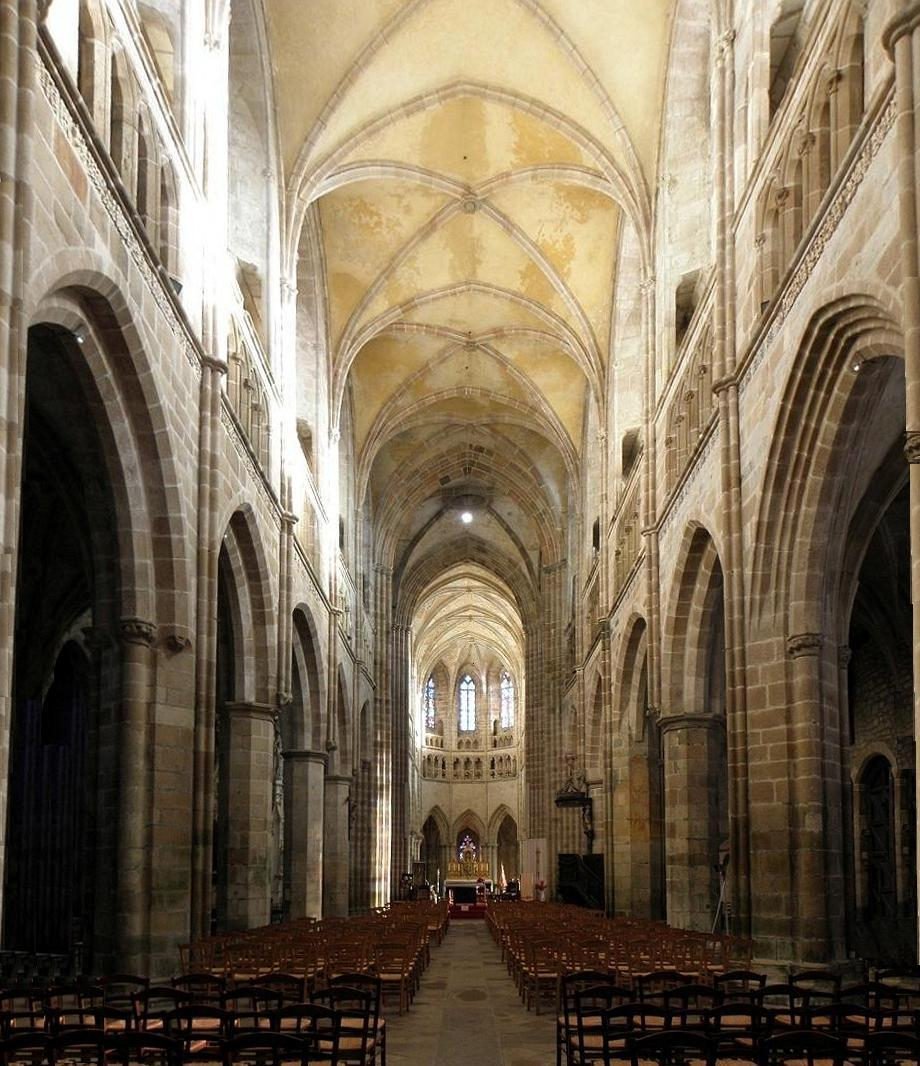
Inneres

Die Basilika St. Tugdual (Basilique Saint-Tugdual) ist eine römisch-katholische Pfarrkirche in Tréguier im bretonischen Département Côtes-d’Armor. Die im Wesentlichen im 14. Jahrhundert in gotischen Formen erbaute Basilika war die Kathedrale des 1801 aufgehobenen Bistums Tréguier und gehört seitdem zum Bistum Saint-Brieuc. 1947 erhielt sie den Rang einer Basilica minor.

## Geschichte
Das Bistum Tréguier geht auf eine Klostergründung des heiligen Tugdual im 6. Jahrhundert zurück, dessen Patrozinium die Basilika trägt und dessen Reliquien sie bewahrt. Eine romanische Kathedrale wurde im 11. und 12. Jahrhundert erbaut. Von ihr ist nur der Turm des nördlichen Querhausarms (Tour Hasting) erhalten.
1339 begannen die Arbeiten am heutigen gotischen Bau, die sich mit mehreren Unterbrechungen – am längsten durch den bretonischen Erbfolgekrieg – bis zur Mitte des 15. Jahrhunderts hinzogen. Von 1450 bis 1468 entstand der bemerkenswerte spätgotische Kreuzgang. Der südliche Querhausturm mit seiner durchbrochenen Spitze wurde erst 1785 vollendet.

## Architektur und Ausstattung
Die Basilika hat den Grundriss eines lateinischen Kreuzes. Das dreischiffige Langhaus umfasst sieben Joche, der Umgangschor vier. Eine Besonderheit ist das Querhaus, dem außer einem quadratischen Vierungsturm an den Enden die beiden Haupttürme – der romanische und der spätgotische – angefügt sind. Drei Portalvorhallen am Südquerhaus, am südlichen Seitenschiff und an der Westfassade geben Zugang zur Kirche.
Der Innenraum ist mit Kreuzrippengewölben, Obergadenfenstern, Triforien und polygonalen Stützen mit vorgelegten Halbsäulenbündeln gestaltet.
Die Basilika enthält u. a. das Grabmal des Herzogs Johann V. (VI.) († 1442), ein aufwendiges neugotisches Monument über dem Grab des heiligen Ivo und den Reliquienschrein der Heiligen Tugdual und Ivo, den Erzbischof Hyacinthe-Louis de Quélen im 19. Jahrhundert stiftete.

Innenaufnahmen Saint Treguier
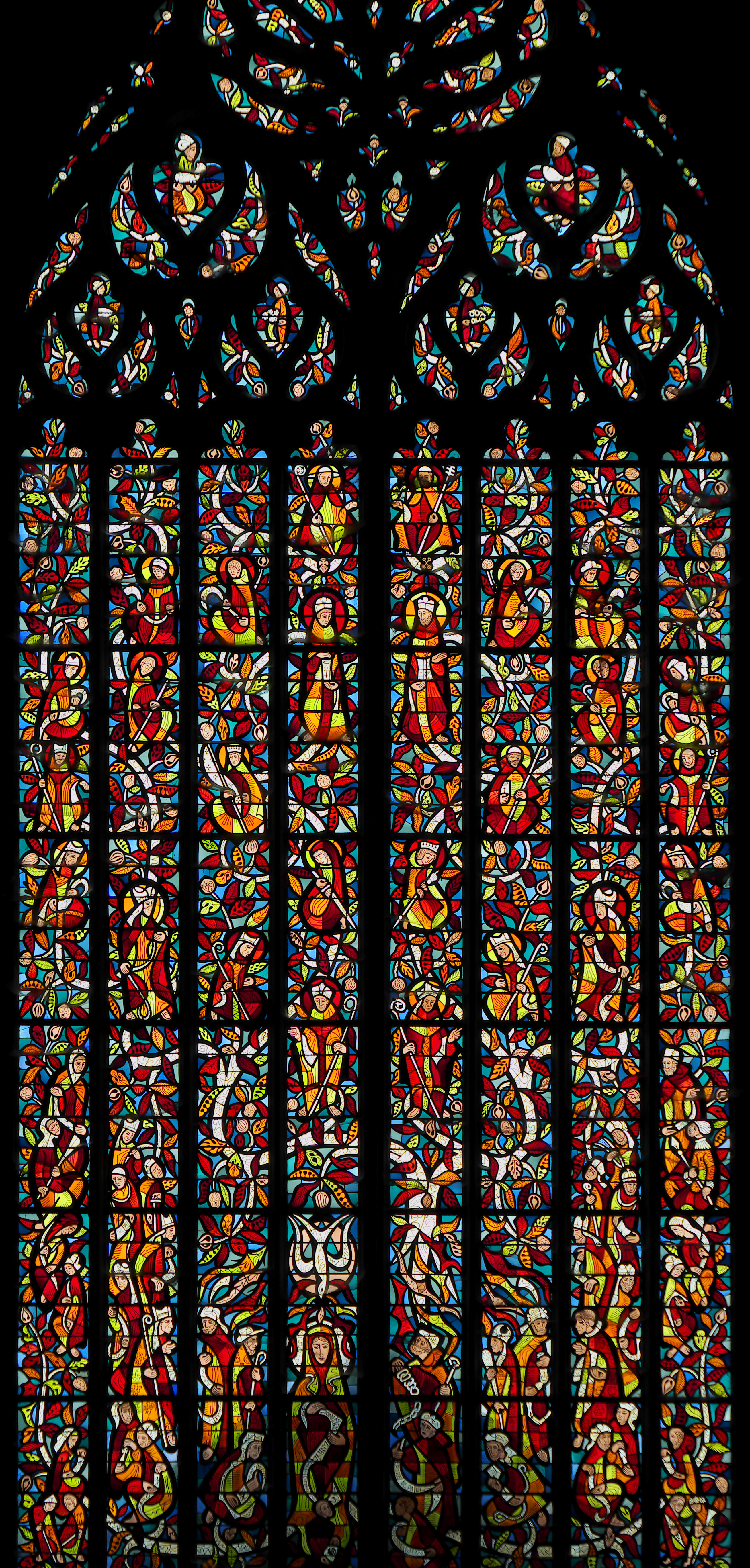
Großes Mosaikfenster über Seiteneingang
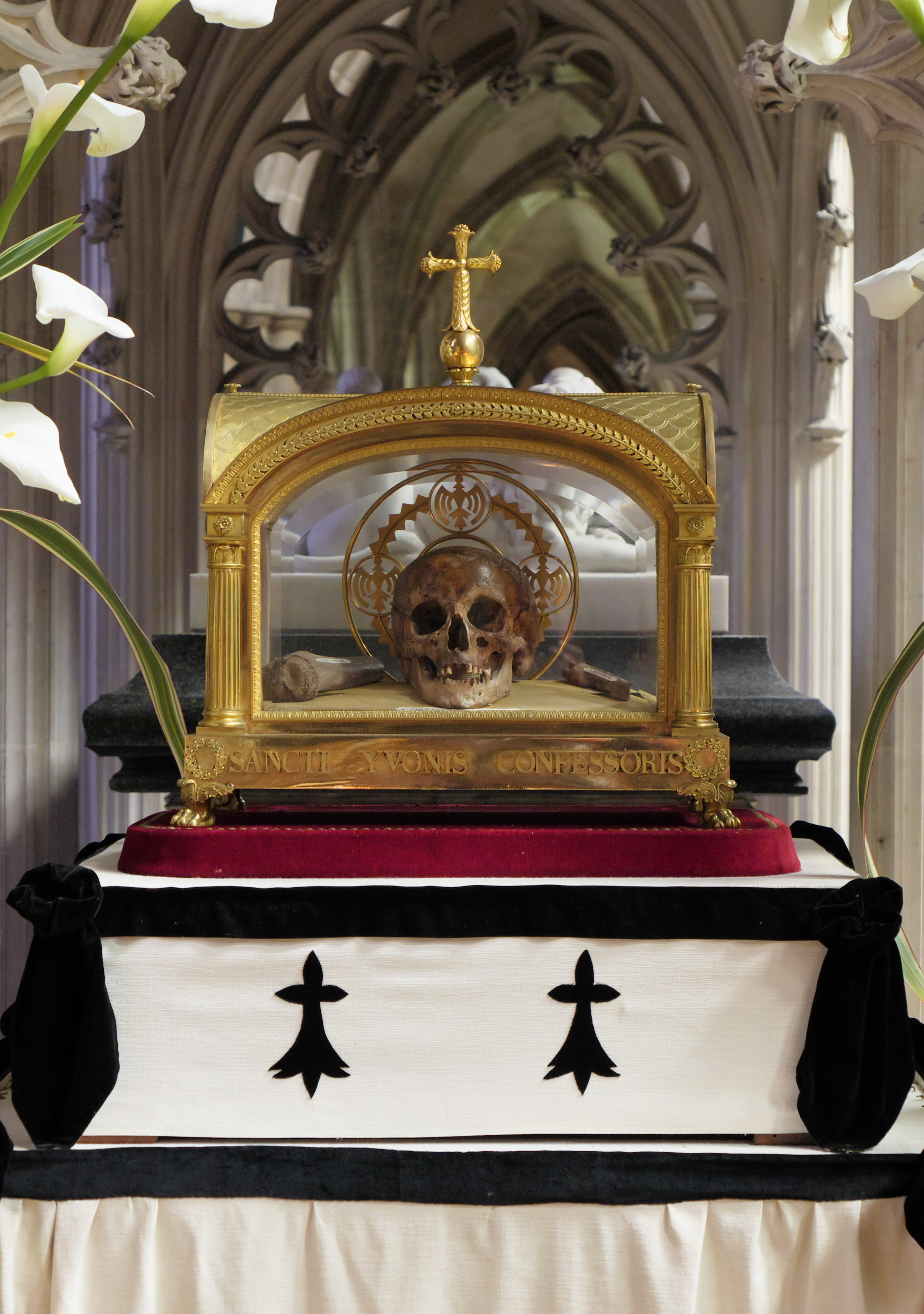
Grabstätte des Heiligen Ivo

## Orgel

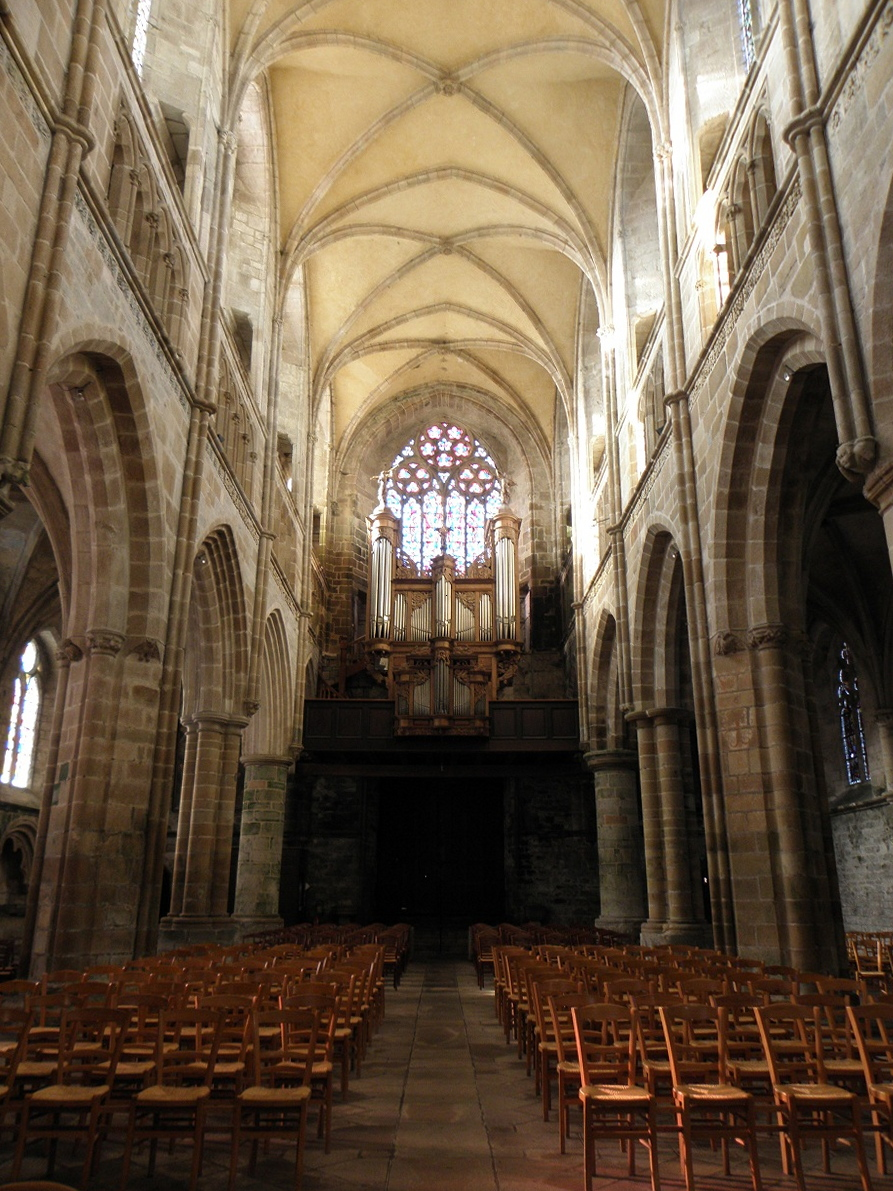
Blick durch das Kirchenschiff mit Orgel

Die heutige Orgel wurde durch Pierre Tuau in den Jahren von 1647 bis 1649 für die Zisterzienser-Abtei Bégard erbaut und 1831 für Saint-Tugdual angekauft. Umbauten erfolgten von 1835 bis 1837 durch den Orgelbauer Herland und 1937 durch die Firma Roethinger. Zuletzt wurde das Instrument 1982 durch die Firma Dunand restauriert. Es hat 31 Register auf drei Manualwerken und Pedal. Spiel- und Registertraktur sind mechanisch.
| I Positif de Dos C– |       |
| Bourdon             | 8′    |
| Montre              | 4′    |
| Flûte               | 4′    |
| Nazard              | 2 ⁄3′ |
| Doublette           | 2′    |
| Flageolet           | 1′    |
| Tierce sextée II    |       |
| Cornet II           |       |
| Fourniture III      |       |
| Cymbale II          |       |
| Cormorne            | 8′    |

| II Grand Orgue C– |       |
| Montre            | 8′    |
| Bourdon           | 8′    |
| Prestant          | 4′    |
| Flûte             | 4′    |
| Quintadine        | 4′    |
| Doublette         | 2′    |
| Nazard            | 2 ⁄3′ |
| Quarte            | 2′    |
| Tierce            | 1 ⁄3′ |
| Larigot           | 1 ⁄3′ |
| Cornet V          |       |
| Fourniture IV     |       |
| Cymbale III       |       |
| Trompette         | 8′    |
| Voix humaine      | 8′    |
| Clairon           | 4′    |

| III Récit |
| Cornet V  |

| Pedale C–e1 |     |
| Bourdon     | 16′ |
| Flûte       | 8′  |
| Trompette   | 8′  |

- Koppeln: I/II, II/P